# (9544) Scottbirney
(9544) Scottbirney est un astéroïde de la ceinture principale.

## Description
(9544) Scottbirney est un astéroïde de la ceinture principale. Il fut découvert le 1er mars 1984 à la station Anderson Mesa par Edward L. G. Bowell. Il présente une orbite caractérisée par un demi-grand axe de 3,19 UA, une excentricité de 0,10 et une inclinaison de 5,9° par rapport à l'écliptique.

## Compléments